# Procecidochares utilis
Procecidochares utilis es una especie de insecto del género Procecidochares de la familia Tephritidae del orden Diptera.
 Stone la describió en el año 1947.
Es originaria de México. Ha sido introducida en Australia, Nueva Zelanda, Hawái, Sudáfrica, India, China.